# Черкутіно
Черкутіно (рос. Черкутино) — село у Собінському районі Владимирської області Російської Федерації.
Входить до складу муніципального утворення Черкутинське сільське поселення. Населення становить 1002 особи (2010).

## Історія
Село розташоване на землях фіно-угорського народу мещери.
Від 10 травня 1929 року належить до Собінського району, утвореного спочатку у складі Владимирського округу Івановської промислової області з частини Владимирського повіту Владимирської губернії. Від 1944 року в складі Владимирської області.
Згідно із законом від 6 травня 2005 року входить до складу муніципального утворення Черкутинське сільське поселення.

## Населення
| 1859 | 1897 | 1905 | 1926 | 2002  | 2010  |
| ---- | ---- | ---- | ---- | ----- | ----- |
| 1066 | ↘952 | ↘844 | ↗851 | ↗1095 | ↘1002 |